# Damon Herriman
Damon Herriman, född 31 mars 1970 i Adelaide, är en australisk skådespelare.
Herriman har medverkat i filmerna The Lone Ranger från 2013, Once Upon a Time in Hollywood från 2019 och Run Rabbit Run från 2023.

## Filmografi i urval
- 2005 – House of Wax
- 2010–2015 – Justified (TV-serie)
- 2013 – The Lone Ranger
- 2014 – Son of a Gun
- 2015 – Battle Creek (TV-serie)
- 2016 – Quarry (TV-serie)
- 2018 – The Nightingale
- 2018–2021 – Mr Inbetween (TV-serie)
- 2019 – Once Upon a Time in Hollywood
- 2021 – Mortal Kombat (röst)
- 2022–2024 – The Tourist (TV-serie)
- 2023 – Run Rabbit Run
- 2023 – The Artful Dodger (TV-serie)
- 2023 – The Bikeriders
- 2024 – Better Man
- 2025 – The Bondsman (TV-serie)
- 2025 – Mortal Kombat 2
- 2025 – Together